# Eleições autárquicas portuguesas de 1993 no distrito de Portalegre
| Eleições autárquicas portuguesas de 1993 Distritos: Aveiro \| Beja \| Braga \| Bragança \| Castelo Branco \| Coimbra \| Évora \| Faro \| Guarda \| Leiria \| Lisboa \| Portalegre \| Porto \| Santarém \| Setúbal \| Viana do Castelo \| Vila Real \| Viseu \| Açores \| Madeira |

## Resultados por concelho
Os resultados nos concelhos do distrito de Portalegre foram os seguintes:

### Alter do Chão
| Partido                 | Partido                        | Votos | %               | +/-  | Vereadores | +/-     |
| ----------------------- | ------------------------------ | ----- | --------------- | ---- | ---------- | ------- |
|                         | Partido Social Democrata       | 1 003 | 33,66 / 100,00  | 5,01 | 2 / 5      | 1       |
|                         | Partido Socialista             | 894   | 30,00 / 100,00  | 5,01 | 2 / 5      | Estável |
|                         | Coligação Democrática Unitária | 852   | 28,59 / 100,00  | 3,59 | 1 / 5      | 1       |
|                         | Partido Popular                | 91    | 3,05 / 100,00   | -    | 0 / 5      | -       |
| Votos Inválidos         | Votos Inválidos                | 140   | 4,69 / 100,00   | 0,53 |            |         |
| Total                   | Total                          | 2 980 | 100,00 / 100,00 |      | 5 / 5      |         |
| Eleitorado/Participação | Eleitorado/Participação        | 3 920 | 76,02 / 100,00  | 2,25 |            |         |

### Arronches
| Partido                 | Partido                        | Votos | %               | +/-  | Vereadores | +/-     |
| ----------------------- | ------------------------------ | ----- | --------------- | ---- | ---------- | ------- |
|                         | Partido Socialista             | 1 126 | 44,58 / 100,00  | 2,54 | 3 / 5      | 1       |
|                         | Partido Social Democrata       | 995   | 39,39 / 100,00  | 5,57 | 2 / 5      | Estável |
|                         | Coligação Democrática Unitária | 253   | 10,02 / 100,00  | 8,41 | 0 / 5      | 1       |
|                         | Partido Popular                | 77    | 3,05 / 100,00   | 0,12 | 0 / 5      | Estável |
| Votos Inválidos         | Votos Inválidos                | 75    | 2,97 / 100,00   | 0,19 |            |         |
| Total                   | Total                          | 2 526 | 100,00 / 100,00 |      | 5 / 5      |         |
| Eleitorado/Participação | Eleitorado/Participação        | 3 355 | 75,29 / 100,00  | 0,84 |            |         |

### Avis
| Partido                 | Partido                        | Votos | %               | +/-  | Vereadores | +/-     |
| ----------------------- | ------------------------------ | ----- | --------------- | ---- | ---------- | ------- |
|                         | Coligação Democrática Unitária | 2 200 | 59,27 / 100,00  | 2,25 | 4 / 5      | 1       |
|                         | Partido Socialista             | 895   | 24,11 / 100,00  | 5,88 | 1 / 5      | Estável |
|                         | Partido Social Democrata       | 477   | 12,85 / 100,00  | 2,96 | 0 / 5      | 1       |
| Votos Inválidos         | Votos Inválidos                | 140   | 3,77 / 100,00   | 0,66 |            |         |
| Total                   | Total                          | 3 712 | 100,00 / 100,00 |      | 5 / 5      |         |
| Eleitorado/Participação | Eleitorado/Participação        | 4 684 | 79,25 / 100,00  | 0,26 |            |         |

### Campo Maior
| Partido                 | Partido                        | Votos | %               | +/-  | Vereadores | +/-     |
| ----------------------- | ------------------------------ | ----- | --------------- | ---- | ---------- | ------- |
|                         | Partido Socialista             | 2 205 | 44,42 / 100,00  | 2,74 | 3 / 5      | Estável |
|                         | Coligação Democrática Unitária | 1 427 | 28,75 / 100,00  | 1,87 | 1 / 5      | Estável |
|                         | Partido Social Democrata       | 1 123 | 22,62 / 100,00  | 2,93 | 1 / 5      | Estável |
| Votos Inválidos         | Votos Inválidos                | 209   | 4,21 / 100,00   | 1,68 |            |         |
| Total                   | Total                          | 4 964 | 100,00 / 100,00 |      | 5 / 5      |         |
| Eleitorado/Participação | Eleitorado/Participação        | 7 047 | 70,44 / 100,00  | 4,75 |            |         |

### Castelo de Vide
| Partido                 | Partido                        | Votos | %               | +/-  | Vereadores | +/-     |
| ----------------------- | ------------------------------ | ----- | --------------- | ---- | ---------- | ------- |
|                         | Partido Socialista             | 1 159 | 43,33 / 100,00  | 1,83 | 3 / 5      | Estável |
|                         | Partido Social Democrata       | 1 104 | 41,27 / 100,00  | 1,25 | 2 / 5      | Estável |
|                         | Coligação Democrática Unitária | 294   | 10,99 / 100,00  | 0,11 | 0 / 5      | Estável |
| Votos Inválidos         | Votos Inválidos                | 118   | 4,41 / 100,00   | 0,46 |            |         |
| Total                   | Total                          | 2 675 | 100,00 / 100,00 |      | 5 / 5      |         |
| Eleitorado/Participação | Eleitorado/Participação        | 3 516 | 76,08 / 100,00  | 3,69 |            |         |

### Crato
| Partido                 | Partido                        | Votos | %               | +/-   | Vereadores | +/-     |
| ----------------------- | ------------------------------ | ----- | --------------- | ----- | ---------- | ------- |
|                         | Coligação Democrática Unitária | 1 532 | 44,81 / 100,00  | 12,68 | 3 / 5      | 1       |
|                         | Partido Socialista             | 1 128 | 32,99 / 100,00  | 3,82  | 2 / 5      | Estável |
|                         | Partido Social Democrata       | 487   | 14,24 / 100,00  | 12,56 | 0 / 5      | 1       |
|                         | Partido Popular                | 78    | 2,28 / 100,00   | -     | 0 / 5      | -       |
| Votos Inválidos         | Votos Inválidos                | 194   | 5,68 / 100,00   | 1,42  |            |         |
| Total                   | Total                          | 3 419 | 100,00 / 100,00 |       | 5 / 5      |         |
| Eleitorado/Participação | Eleitorado/Participação        | 4 362 | 78,38 / 100,00  | 1,93  |            |         |

### Elvas
| Partido                 | Partido                           | Votos  | %               | +/-   | Vereadores | +/-     |
| ----------------------- | --------------------------------- | ------ | --------------- | ----- | ---------- | ------- |
|                         | Partido Socialista                | 5 197  | 41,08 / 100,00  | 20,52 | 4 / 7      | 3       |
|                         | Partido Social Democrata          | 3 643  | 28,79 / 100,00  | 13,94 | 2 / 7      | 2       |
|                         | Coligação Democrática Unitária    | 1 387  | 10,96 / 100,00  | 3,28  | 1 / 7      | Estável |
|                         | Partido Renovador Democrático     | 1 077  | 8,51 / 100,00   | 10,16 | 0 / 7      | 1       |
|                         | Partido Popular                   | 775    | 6,13 / 100,00   | -     | 0 / 7      | -       |
|                         | Partido da Solidariedade Nacional | 142    | 1,12 / 100,00   | Novo  | 0 / 7      | Novo    |
| Votos Inválidos         | Votos Inválidos                   | 431    | 3,41 / 100,00   | 0,40  |            |         |
| Total                   | Total                             | 12 652 | 100,00 / 100,00 |       | 7 / 7      |         |
| Eleitorado/Participação | Eleitorado/Participação           | 19 945 | 63,43 / 100,00  | 3,37  |            |         |

### Fronteira
| Partido                 | Partido                        | Votos | %               | +/-   | Vereadores | +/-     |
| ----------------------- | ------------------------------ | ----- | --------------- | ----- | ---------- | ------- |
|                         | Partido Social Democrata       | 1 077 | 38,00 / 100,00  | 4,61  | 2 / 5      | Estável |
|                         | Partido Socialista             | 897   | 31,65 / 100,00  | 3,92  | 2 / 5      | 1       |
|                         | Coligação Democrática Unitária | 544   | 19,20 / 100,00  | 15,92 | 1 / 5      | 1       |
|                         | Partido Popular                | 198   | 6,99 / 100,00   | -     | 0 / 5      | -       |
| Votos Inválidos         | Votos Inválidos                | 118   | 4,16 / 100,00   | 0,39  |            |         |
| Total                   | Total                          | 2 834 | 100,00 / 100,00 |       | 5 / 5      |         |
| Eleitorado/Participação | Eleitorado/Participação        | 3 564 | 79,52 / 100,00  | 0,28  |            |         |

### Gavião
| Partido                 | Partido                        | Votos | %               | +/-   | Vereadores | +/-     |
| ----------------------- | ------------------------------ | ----- | --------------- | ----- | ---------- | ------- |
|                         | Partido Socialista             | 2 562 | 67,83 / 100,00  | 10,99 | 4 / 5      | Estável |
|                         | Partido Social Democrata       | 643   | 17,02 / 100,00  | 6,21  | 1 / 5      | Estável |
|                         | Coligação Democrática Unitária | 357   | 9,45 / 100,00   | 4,45  | 0 / 5      | Estável |
| Votos Inválidos         | Votos Inválidos                | 215   | 5,70 / 100,00   | 0,33  |            |         |
| Total                   | Total                          | 3 777 | 100,00 / 100,00 |       | 5 / 5      |         |
| Eleitorado/Participação | Eleitorado/Participação        | 5 382 | 70,18 / 100,00  | 6,47  |            |         |

### Marvão
| Partido                 | Partido                           | Votos | %               | +/-   | Vereadores | +/-     |
| ----------------------- | --------------------------------- | ----- | --------------- | ----- | ---------- | ------- |
|                         | Partido Social Democrata          | 1 515 | 54,99 / 100,00  | 14,03 | 4 / 5      | Estável |
|                         | Partido Socialista                | 631   | 22,90 / 100,00  | 0,39  | 1 / 5      | Estável |
|                         | Partido da Solidariedade Nacional | 269   | 9,76 / 100,00   | Novo  | 0 / 5      | Novo    |
|                         | Coligação Democrática Unitária    | 120   | 4,36 / 100,00   | 0,61  | 0 / 5      | Estável |
|                         | Partido Popular                   | 102   | 3,70 / 100,00   | -     | 0 / 5      | -       |
| Votos Inválidos         | Votos Inválidos                   | 118   | 4,28 / 100,00   | 0,77  |            |         |
| Total                   | Total                             | 2 755 | 100,00 / 100,00 |       | 5 / 5      |         |
| Eleitorado/Participação | Eleitorado/Participação           | 4 130 | 66,71 / 100,00  | 3,85  |            |         |

### Monforte
| Partido                 | Partido                        | Votos | %               | +/-  | Vereadores | +/-     |
| ----------------------- | ------------------------------ | ----- | --------------- | ---- | ---------- | ------- |
|                         | Partido Socialista             | 993   | 41,64 / 100,00  | 2,43 | 2 / 5      | 1       |
|                         | Coligação Democrática Unitária | 794   | 33,29 / 100,00  | 4,44 | 2 / 5      | Estável |
|                         | Partido Social Democrata       | 491   | 20,59 / 100,00  | 6,27 | 1 / 5      | 1       |
| Votos Inválidos         | Votos Inválidos                | 107   | 4,48 / 100,00   | 0,60 |            |         |
| Total                   | Total                          | 2 385 | 100,00 / 100,00 |      | 5 / 5      |         |
| Eleitorado/Participação | Eleitorado/Participação        | 3 254 | 73,29 / 100,00  | 1,75 |            |         |

### Nisa
| Partido                 | Partido                        | Votos | %               | +/-  | Vereadores | +/-     |
| ----------------------- | ------------------------------ | ----- | --------------- | ---- | ---------- | ------- |
|                         | Coligação Democrática Unitária | 2 608 | 41,28 / 100,00  | 7,41 | 2 / 5      | 1       |
|                         | Partido Socialista             | 1 958 | 30,99 / 100,00  | 8,47 | 2 / 5      | 1       |
|                         | Partido Social Democrata       | 1 331 | 21,07 / 100,00  | 3,34 | 1 / 5      | Estável |
| Votos Inválidos         | Votos Inválidos                | 421   | 6,67 / 100,00   | 1,29 |            |         |
| Total                   | Total                          | 6 318 | 100,00 / 100,00 |      | 5 / 5      |         |
| Eleitorado/Participação | Eleitorado/Participação        | 8 909 | 70,92 / 100,00  | 1,50 |            |         |

### Ponte de Sôr
| Partido                 | Partido                        | Votos  | %               | +/-  | Vereadores | +/-     |
| ----------------------- | ------------------------------ | ------ | --------------- | ---- | ---------- | ------- |
|                         | Partido Socialista             | 4 085  | 37,85 / 100,00  | 8,20 | 3 / 7      | 1       |
|                         | Coligação Democrática Unitária | 3 827  | 35,46 / 100,00  | 6,81 | 3 / 7      | Estável |
|                         | Partido Social Democrata       | 2 163  | 20,04 / 100,00  | 4,13 | 1 / 7      | 1       |
|                         | Partido Popular                | 294    | 2,72 / 100,00   | -    | 0 / 7      | -       |
| Votos Inválidos         | Votos Inválidos                | 423    | 3,92 / 100,00   | 0,01 |            |         |
| Total                   | Total                          | 10 792 | 100,00 / 100,00 |      | 7 / 7      |         |
| Eleitorado/Participação | Eleitorado/Participação        | 15 995 | 67,47 / 100,00  | 1,88 |            |         |

### Portalegre
| Partido                 | Partido                        | Votos  | %               | +/-  | Vereadores | +/-     |
| ----------------------- | ------------------------------ | ------ | --------------- | ---- | ---------- | ------- |
|                         | Partido Social Democrata       | 7 851  | 49,55 / 100,00  | 4,48 | 4 / 7      | 1       |
|                         | Partido Socialista             | 5 503  | 34,73 / 100,00  | 5,79 | 3 / 7      | Estável |
|                         | Coligação Democrática Unitária | 1 138  | 7,18 / 100,00   | 4,32 | 0 / 7      | 1       |
|                         | Partido Popular                | 901    | 5,69 / 100,00   | -    | 0 / 7      | -       |
| Votos Inválidos         | Votos Inválidos                | 452    | 2,85 / 100,00   | 0,07 |            |         |
| Total                   | Total                          | 15 845 | 100,00 / 100,00 |      | 7 / 7      |         |
| Eleitorado/Participação | Eleitorado/Participação        | 22 945 | 69,06 / 100,00  | 0,49 |            |         |

### Sousel
| Partido                 | Partido                        | Votos | %               | +/-   | Vereadores | +/-     |
| ----------------------- | ------------------------------ | ----- | --------------- | ----- | ---------- | ------- |
|                         | Partido Social Democrata       | 1 896 | 43,80 / 100,00  | 2,60  | 3 / 5      | 1       |
|                         | Partido Socialista             | 1 836 | 42,41 / 100,00  | 5,07  | 2 / 5      | Estável |
|                         | Coligação Democrática Unitária | 372   | 8,59 / 100,00   | 10,24 | 0 / 5      | 1       |
|                         | Partido Popular                | 65    | 1,50 / 100,00   | -     | 0 / 5      | -       |
|                         | Partido Renovador Democrático  | 39    | 0,90 / 100,00   | -     | 0 / 5      | -       |
| Votos Inválidos         | Votos Inválidos                | 121   | 2,79 / 100,00   | 0,17  |            |         |
| Total                   | Total                          | 4 329 | 100,00 / 100,00 |       | 5 / 5      |         |
| Eleitorado/Participação | Eleitorado/Participação        | 5 485 | 78,92 / 100,00  | 1,18  |            |         |